# Michał Kuszell
Michał Kuszell (ur. ok. 1791, zm. 14 lipca 1856 w Koszutach) – pułkownik podlaskich strzelców celnych w powstaniu listopadowym, uczestnik powstania poznańskiego w 1848.
Syn Józefa i Teresy Ossolińskiej. W Armii Księstwa Warszawskiego jako podporucznik 15 Pułku Piechoty odbył kampanię 1809 roku. W 1811 wziął dymisję.
Na początku powstania listopadowego zorganizował własny ochotniczy oddział powstańczy podlaskich strzelców celnych, nad którym objął dowodzenie w stopniu podpułkownika. W trakcie walk awansowany później na pułkownika.  
W założeniach przeznaczeniem oddziału Kuszella miała być walka partyzancka, zwłaszcza w rejonie Włodawy i obrona przejść na rzekach. W praktyce jednak oddział ten był często przyłączany do głównych zgrupowań wojsk powstańczych, toczących swoje bitwy z wojskami rosyjskimi.
Przydzielony do dywizji Franciszka Żymirskiego, potem Piotra Szembeka, skierowany do korpusu Samuela Różyckiego wraz z nim przekroczył granicę Galicji. Otrzymał Krzyż Złoty Orderu Virtuti Militari nr 524.
Został aresztowany przez władze austriackie i był więziony w czeskim Brnie, a potem w roku 1834 w twierdzy w Trieście. Po zwolnieniu udał się do Francji gdzie przez kilka lat przebywał w Chantilly, oraz Paryżu. Po 1840 wyjechał do Wielkopolski i zamieszkał w Koszutach.
W 1848 przyłączył się do powstania wielkopolskiego. Komitet Narodowy powierzył płk Kuszellowi oraz Napoleonowi Rekowskimu funkcję organizatorów polskiej siły zbrojnej na terenie powiatu ostrzeszowskiego. Ze względu na opór chłopów z tych działań niewiele wyszło. Następnie włączył się do pomocy przy organizacji obozu powstańczego w Środzie Wielkopolskiej a później w Pleszewie, gdzie pełnił funkcję oficera sztabowego, oraz szkolił strzelców. Uczestniczył w bojach toczonych z wojskami pruskimi pod Miłosławiem i Sokołowem.